# Котово (Курская область)
Котово — село в Пристенском районе Курской области России, административный центр Котовского сельсовета.
Расположено в 50-55 км к юго-востоку от Курска (78 км по автодорогам).

## Население
| 2002 | 2010 |
| ---- | ---- |
| 291  | ↘124 |

## История
До революции входило в состав Курской губернии. 16 июля 1928 года Курская губерния была упразднена и её территория вошла в состав Центрально-Чернозёмной области вплоть до образования Курской области (13 июня 1934 года). 24 мая 1956 года в связи с упразднением Кривцовского района вошло в состав Пристенского района.
1 февраля 1963 года в связи с упразднением Пристенского перешло в Обоянский, а 12 января 1965 года возвращено в восстановленный Пристенский.